# Diecezja Chosica
Diecezja Chosica (łac. Diœcesis Chosicana) – diecezja Kościoła rzymskokatolickiego w Peru, w metropolii Limy. Powstała 14 grudnia 1996 roku w wyniku wyłączenia części terytorium z archidiecezji Limy.

## Główne świątynie
- Katedra: Katedra św. Andrzeja w Huaycán

## Biskupi diecezjalni
- Norbert Strotmann MSC (1997–2023}
- Jorge Enrique Izaguirre Rafael CSC (od 2023)